# Comore-szigeteki rigó
A Comore-szigeteki rigó (Turdus bewsheri) a madarak osztályának verébalakúak (Passeriformes) rendjébe és a rigófélék (Turdidae) családjába tartozó faj.

## Rendszerezése
A fajt Edward Newton brit ornitológus írta le 1877-ben.

## Alfajai
- Turdus bewsheri comorensis Milne-Edwards & Oustalet, 1885 - Grand Comoro
- Turdus bewsheri moheliensis Benson, 1960 - Mohéli
- Turdus bewsheri bewsheri E. Newton, 1877 - Anjouan[2]

## Előfordulása
A Comore-szigetek és Mayotte területén honos. Természetes élőhelyei a szubtrópusi és trópusi síkvidéki és hegyi esőerdők és cserjések. Állandó, nem vonuló faj.

## Megjelenése
Testhossza 24 centiméter, testtömege 57–68 gramm.

## Életmódja
Magvakkal, gyümölcsökkel, rovarokkal és pókokkal táplálkozik.

## Természetvédelmi helyzete
Az elterjedési területe kicsi, egyedszáma pedig csökken. A Természetvédelmi Világszövetség Vörös listáján mérsékelten fenyegetett fajként szerepel.